# Vercheny
Vercheny – miejscowość i gmina we Francji, w regionie Owernia-Rodan-Alpy, w departamencie Drôme.
Według danych na rok 1990 gminę zamieszkiwało 427 osób, a gęstość zaludnienia wynosiła 38 osób/km² (wśród 2880 gmin regionu Rodan-Alpy Vercheny plasuje się na 1210. miejscu pod względem liczby ludności, natomiast pod względem powierzchni na miejscu 1032.).